# Alain Girot
Pour les articles homonymes, voir Girot.
Alain Girot (né le 21 octobre 1985 à Maisons-Laffitte) est un champion français, en activité, de chanbara. 
Il est 6e Dan de Chanbara, ancien entraineur de l’équipe de France de Chanbara et 4e Dan de Kendo. Il est licencié au Maisons-Laffitte Chanbara club et y enseigne.
Il est le fils de Jean-Claude Girot, 7e Dan de Chanbara et 7e Dan de Renshi Kendo et frère de Céline Lecuyer 7e Dan de Chanbara et elle-aussi championne de Chanbara.
Il a commencé le Chanbara à l'âge de 9 ans.

## Palmarès mondial
- 43e Championnat du monde 2018 (Tokyo, 8-9 décembre 2018)[4],[5]
  - 1 médaille d'or (Oyakata/Master, catégorie spéciale pour les senseï 5ème dan et plus)

- 41e Championnat du monde 2015 (Tokyo)[6],[7],[8],[9]
  - 2 titres de Champion du Monde individuel (Nito et Choken)
  - un titre de Champion du Monde individuel toutes catégories
  - un titre de Champion du Monde par équipes, partagé avec ses camarades de Club, Romain Bénozène et Jérémy Froment

- 40e Championnat du monde 2014 (Tokyo)[10],[11]
  - 1 titres de Champion du Monde individuel (Kodachi)
  - 1 médaille de bronze par équipes (toutes catégories), partagée avec Benjamin Desenclos, Romain Bénozène

- 39e Championnat du monde 2013 (4 novembre 2013 à Tokyo)[12],[13],[14]
  - 2 titres de Champion du Monde individuel (Kodachi et Tate Choken)
  - un titre de Vice-Champion du Monde individuel toutes catégories
  - un titre de Vice-Champion du Monde par équipes, partagé avec ses camarades de Club, Romain Bénozène et Loïc Billiau

- 34e Championnat du monde 2008 (23 novembre à Yokohama au Japon)[15],[16],[17]
  - 1 médaille d’or individuelle (Kodachi (sabre court)) face à son camarade Benjamin Desenclos
  - 1 médaille de bronze par équipes (Kihon Dosa (épreuve technique)), partagée avec David Marsac et Christian Trémellat
  - 1 médaille de bronze par équipes (Combat), partagé avec Benjamin Desenclos et David Marsac

- 33e Championnat du monde 2007 (au Japon)[18]
  - 1 médaille d'argent par équipes, partagée avec Marsac David et Jean-Christophe Dannemard.
  - 1 médaille d'argent individuelle (Nito Shodan)

- 32e Championnat du monde 2006 (au Japon)[19],[20]
  - 2 titres de Champion du Monde individuel (Tanto (poignard) et en toutes catégories, le titre suprême). C'est la première fois qu'un étranger gagne dans cette catégorie face aux Japonais.
  - 1 médaille de bronze individuelle (Choken libre (Sabre à une main))
  - 1 médaille de bronze par équipes, partagée avec Benjamin Desenlos et Jean-Christophe Dannemard.

## Palmarès européen
- Championnat d'Europe de Chanbara 2016
  - 3 médailles d'or (Kihon-dosa, Nito, "Choso, Nagamaki, Bo, Jo" dans la catégorie d'age Dan)
  - 1 médaille d'or (Kihon-Dosa, toute catégorie)
  - 1 médaille de bronze (Hommes Yudansha)

- Championnat d'Europe de Chanbara 2014
  - en recherche de références

- Championnat d'Europe de Chanbara 2010
  - en recherche de références

- Championnat d'Europe de Chanbara 2006
  - en recherche de références

## Autres Palmarès
- Championnat de France 2014
  - Champion de France Sénior[21]
- Championnat d'Europe 2014
  - Champion toute catégorie[22]

## Interviews et compétitions
- Chanbara
  - [vidéo] « Kihon Dosa - Finale - Romain Benozène vs Alain Girot », sur YouTube
  - [vidéo] « Lucie Bertaud part  à la rencontre du chanbara, de JeanClaude Girot et de Alain Girot », sur YouTube
  - [vidéo] « Arthur Cetaire vs Alain Girot - Choken Ryote », sur YouTube
  - [vidéo] « Nito - Thibaut Pradinas vs Alain Girot », sur YouTube
- Kendo
  - [vidéo] « Championnat de france excellence 2010 - Alain Girot vs Hervé Blanchard », sur YouTube